# 그나이우스 코르넬리우스 렌툴루스 바티아투스
그나이우스 코르넬리우스 렌툴루스 바티아투스(Gnaeus Cornelius Lentulus Vatia (Batiatus), 렌툴루스 바티아투스)는 고대로마의 카푸아에 살던 사업가였다. 그는 검투사 양성소를 소유했다. 그 곳에서 스파르타쿠스가 기원전 73년에 70 ~ 78명의 검투사를 데리고 탈출했다. 이 탈출로 인해 로마 공화정 최초의 노예 반란인 제3차 노예전쟁(기원전 73년 ~ 기원전 71년)이 발발했다.

## 같이 보기
- 고대 로마의 입양
- 로마식 작명법